# Povórino
Povórino (del ruso: Пово́рино) es una ciudad rusa, capital del raión homónimo en la óblast de Vorónezh.
En 2021, la ciudad tenía una población de 16 417 habitantes. En su territorio no hay pedanías.
Se encuentra a 215 km al sudeste de Vorónezh, unos 20 km al sur de Borisoglebsk sobre la carretera R22 que lleva a Volgogrado. Al norte de la ciudad fluye el río Jopior y al sur se ubica el límite con la óblast de Volgogrado.

## Historia
Povórino se desarrolló alrededor de la estación del mismo nombre construida en 1870, del ferrocarril Lípetsk-Volgogrado. Tiene estatus de ciudad desde 1954. Es un cruce ferroviario y de carreteras. Se encuentra sobre la ruta europea 119.
Povórino albergó una base aérea durante la Guerra Fría.

## Patrimonio

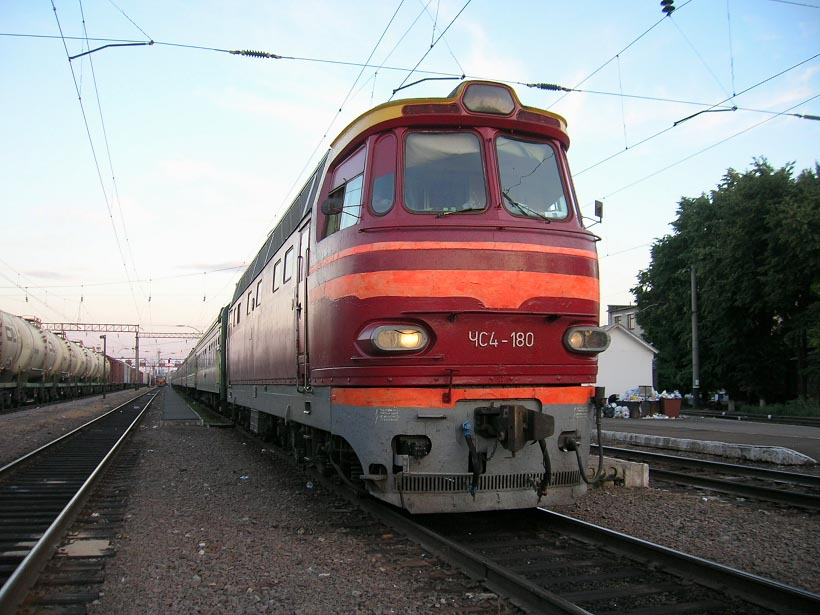
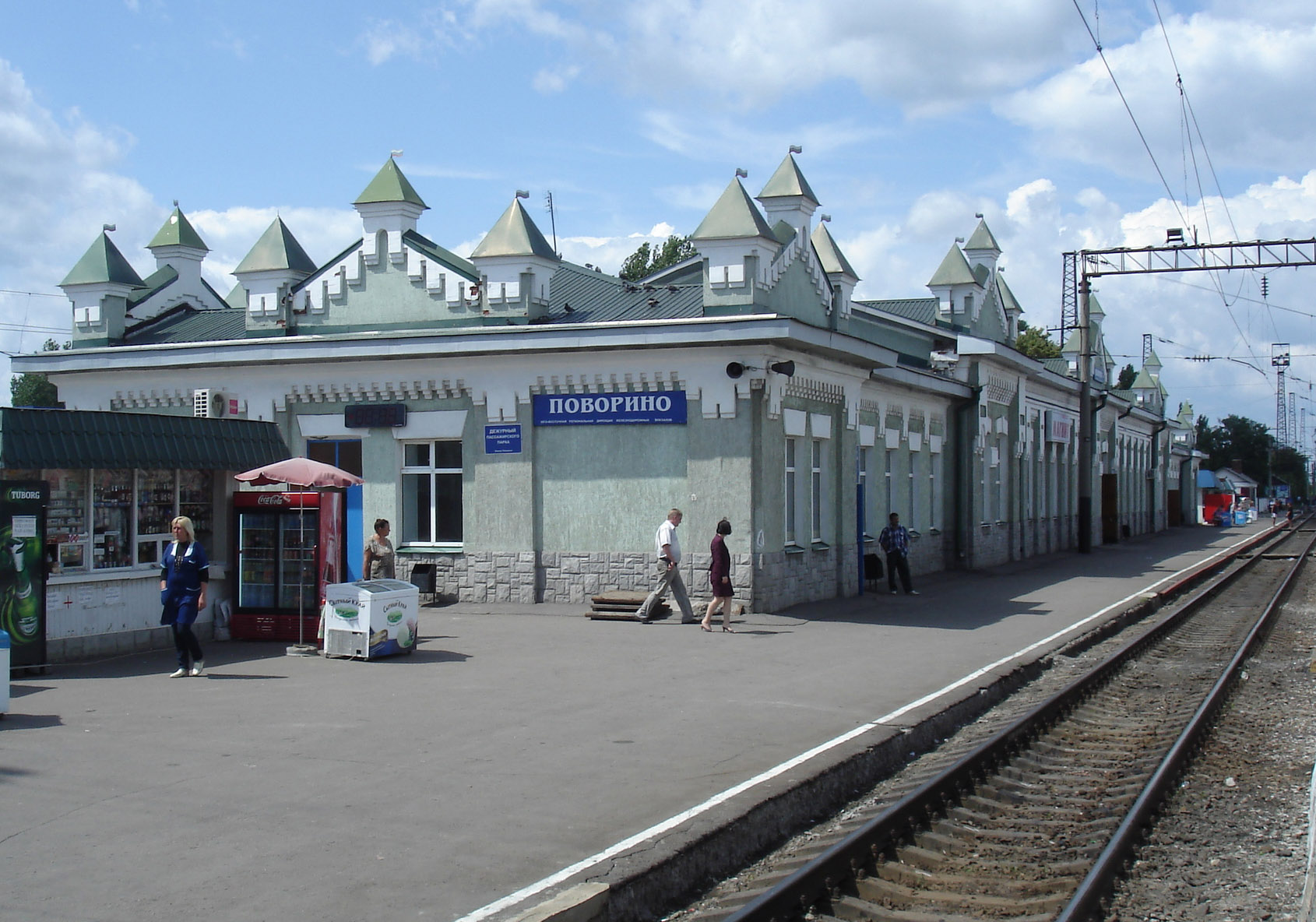
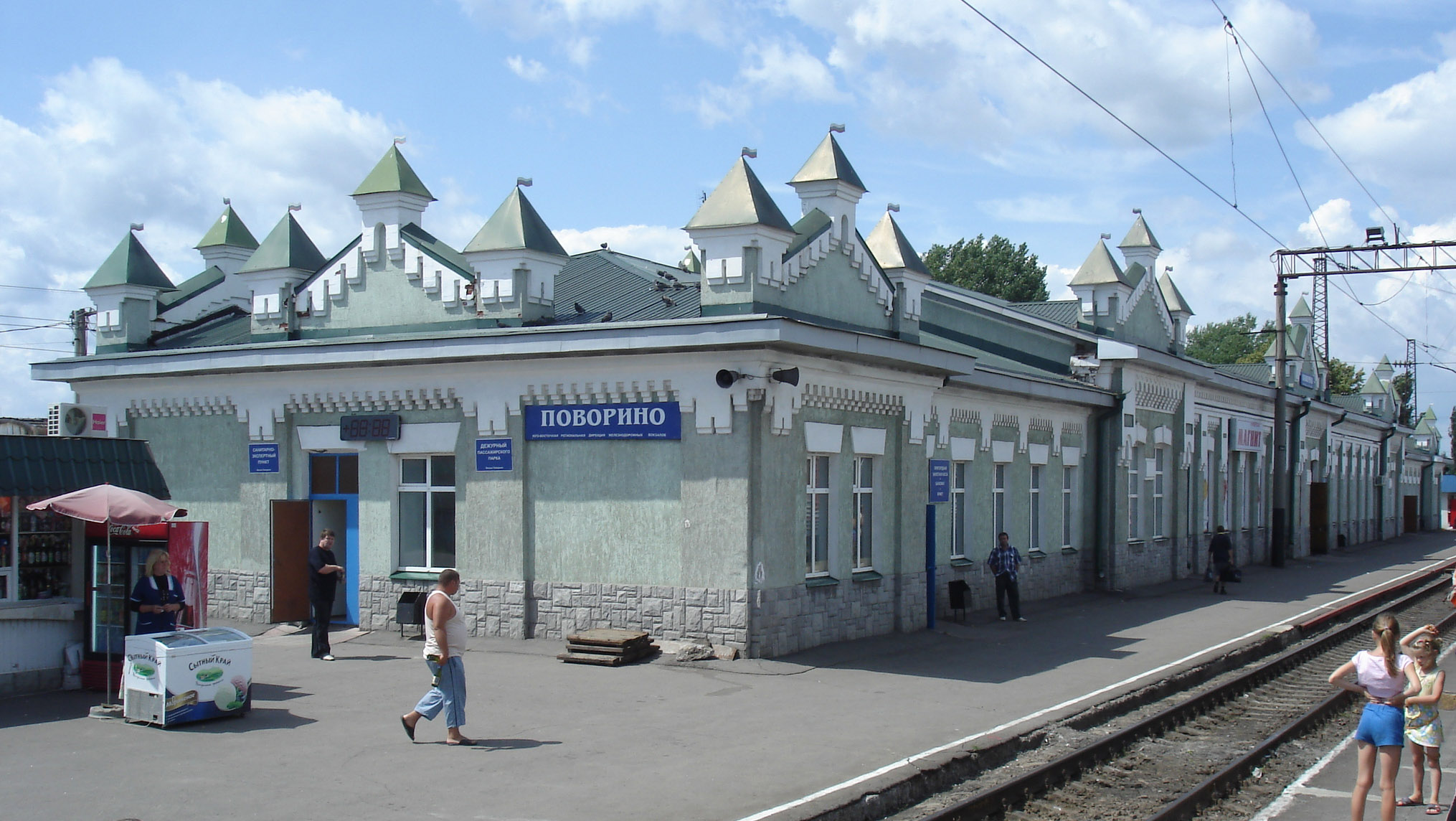
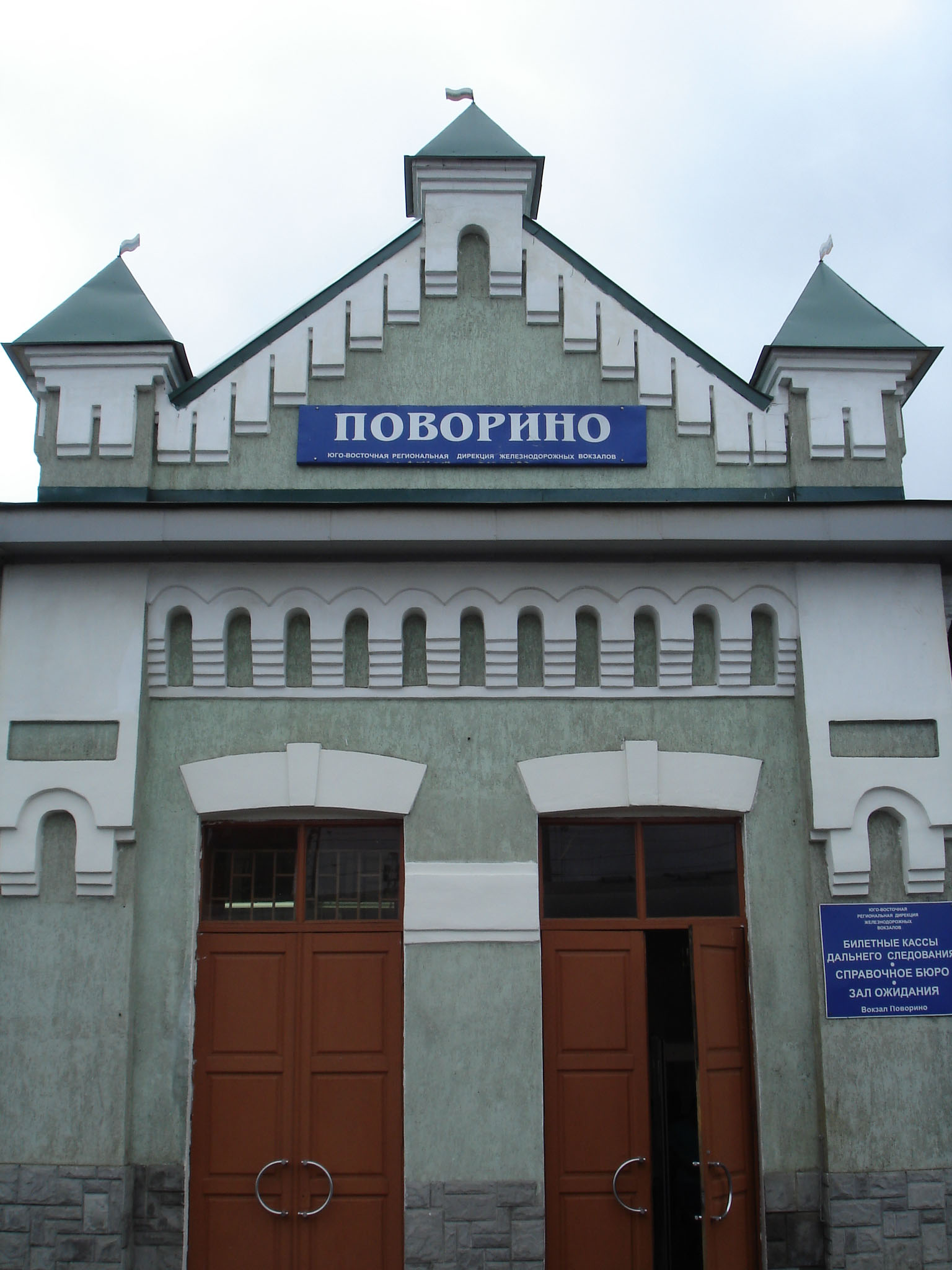

## Demografía
| 1897  | 1939   | 1959   | 1970   | 1989   | 1996   | 2002   | 2008   | 2010   |
| ----- | ------ | ------ | ------ | ------ | ------ | ------ | ------ | ------ |
| 8 900 | 10 800 | 19 300 | 20 600 | 19 450 | 20 200 | 18 342 | 17 736 | 17.541 |